# Saint-Maxent
Saint-Maxent település Franciaországban, Somme megyében. Lakosainak száma 389 fő (2022. január 1.). Saint-Maxent Martainneville, Cerisy-Buleux, Doudelainville, Fresnes-Tilloloy, Grébault-Mesnil, Huppy és Ramburelles községekkel határos.

## Népesség
A település népessége az elmúlt években az alábbi módon változott:
| Lakosok száma | 393  | 381  | 389  | 392  | 393  | 395  | 395  | 393  | 389  |
|               | 2013 | 2015 | 2016 | 2017 | 2018 | 2019 | 2020 | 2021 | 2022 |